# Joy Global
Joy Global Inc. je ameriška težkoindustrijska korporacija, ki proizvaja stroje za podzemno in površinsko rudarjenje. Za podzemne stroje se uporablja blagovna znamka "Joy" za površinske kope pa P&H